# 威拉西县 (德克萨斯州)
威拉西縣（英語：Willacy County）位美國德克薩斯州南部的一個縣，東臨墨西哥灣。面積2,031平方公里。根据美國2000年人口普查，共有人口20,082人。縣治雷蒙德維爾（Raymondville）。
成立於1911年3月11日，縣政府成立於1912年。縣名紀念州議員約翰·G·威拉西。